# Karlsplatz (Heidelberg)

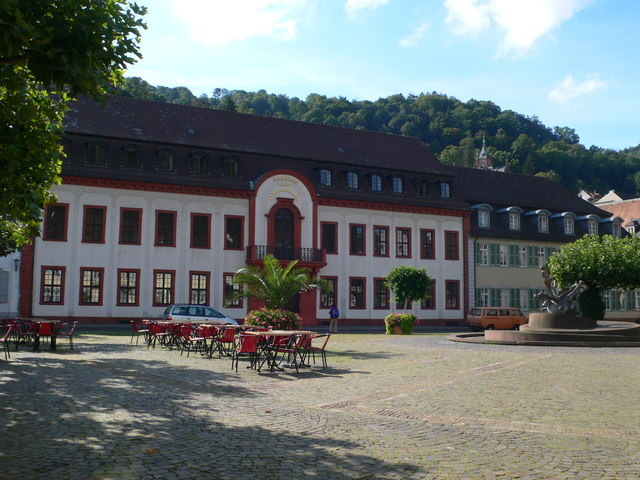
Der Karlsplatz mit der Heidelberger Akademie der Wissenschaften

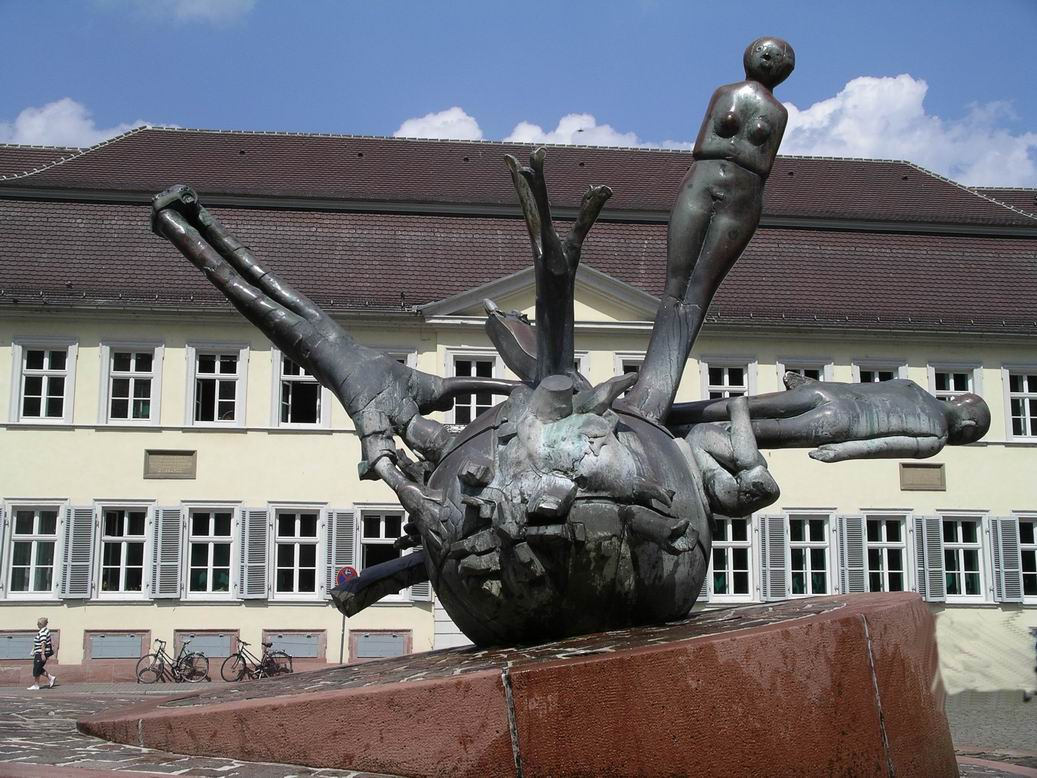
Sebastian-Münster-Brunnen vor dem Palais Boisserée

Der Karlsplatz ist ein direkt an der Heidelberger Hauptstraße gelegener öffentlicher Platz am Hangfuß des Heidelberger Schlosses. Benannt ist die Fläche nach Großherzog Karl Friedrich von Baden, Markgraf von Baden (1771–1803).

## Geschichte
Auf dem Areal des heutigen Karlsplatzes ließ sich ab 1320 der Franziskanerorden nieder, dessen Niederlassung sich zuvor außerhalb der Heidelberger Stadtmauer befunden hatte. Aus Platzgründen wurden 1803 dessen Gebäude abgerissen. Stattdessen wurde 1805 der heutige Karlsplatz angelegt. In der Platzmitte steht der Sebastian-Münster-Brunnen, der 1978 von Michael Schoenholtz geschaffen wurde, als der Karlsplatz im Zuge des Baus einer Tiefgarage neu gestaltet wurde. Er erinnert an den Kosmographen und Humanisten Sebastian Münster, der hier Anfang des 16. Jahrhunderts mehrere Jahre im Franziskanerkloster wirkte.

## Bauwerke
Am Karlsplatz liegen nicht nur die Heidelberger Akademie der Wissenschaften, das Palais Boisserée (einst Sickinger Hof, 1689 zerstört) und das Wohnhaus Roßhirt (Hauptstraße 207), sondern auch mehrere Verbindungshäuser, unter anderem das historische Mittermaierhaus. In der unmittelbar angrenzenden Hauptstraße besuchten Generationen von Verbindungsstudenten das im Jahr 1704 erbaute Gasthaus Zum Seppl (Hauptstraße 213) und das benachbarte Gasthaus Zum Roten Ochsen (Hauptstraße 217). Beide Lokale erlangten internationale Bekanntheit. Bis heute ist der Rote Ochsen Treffpunkt zahlreicher Studentenverbindungen und Touristen aus aller Welt. Der „Seppl“ ist nur noch für Veranstaltungen und private Festivitäten zugänglich.

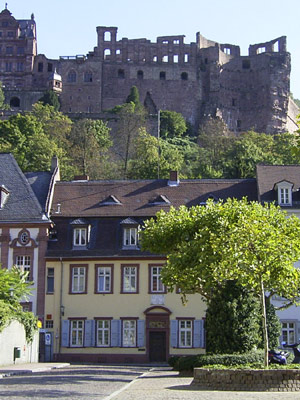
Mittermaierhaus am Karlsplatz
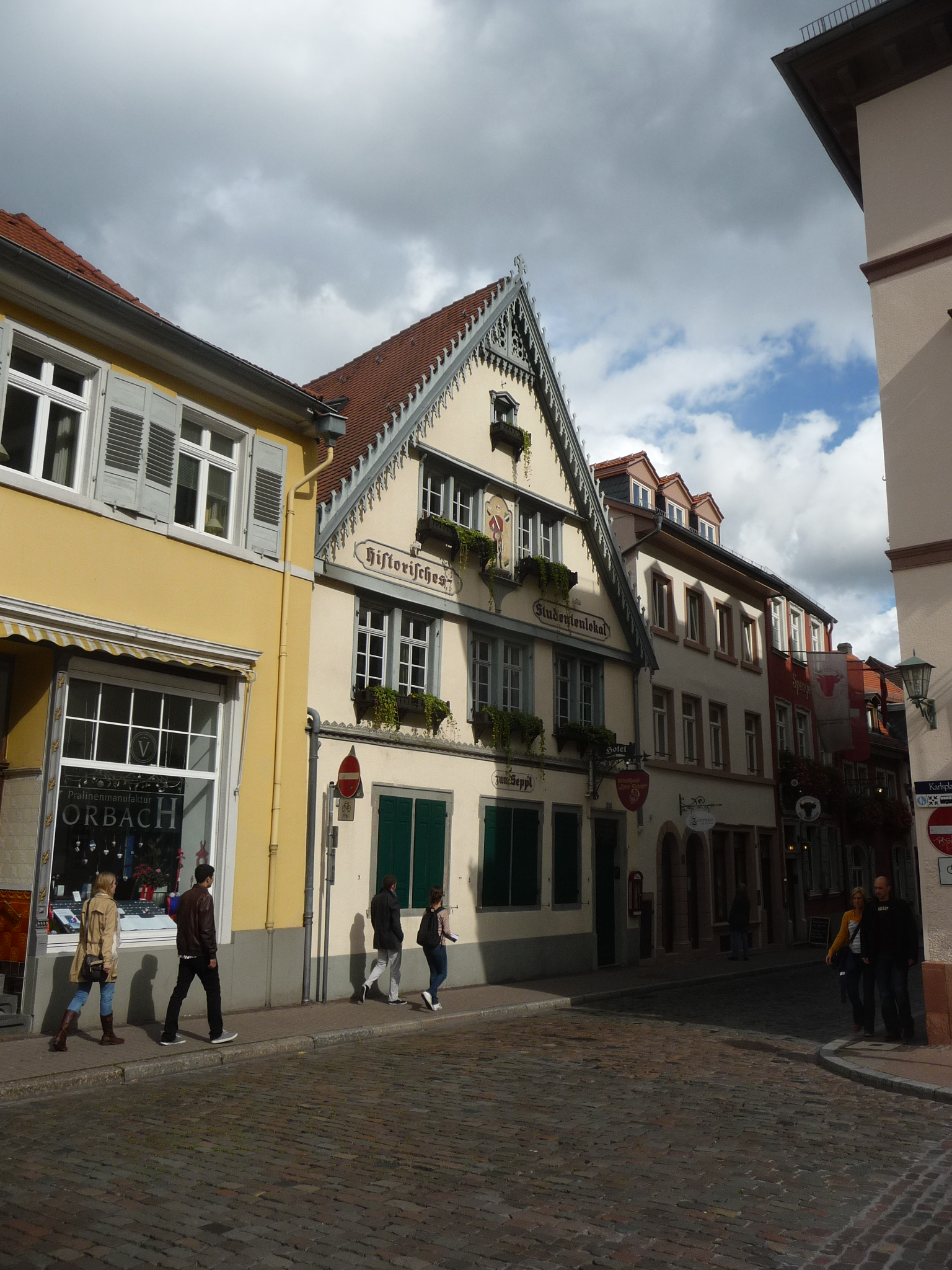
Gaststätte „Zum Seppl“, an der Nordostecke des Karlsplatzes
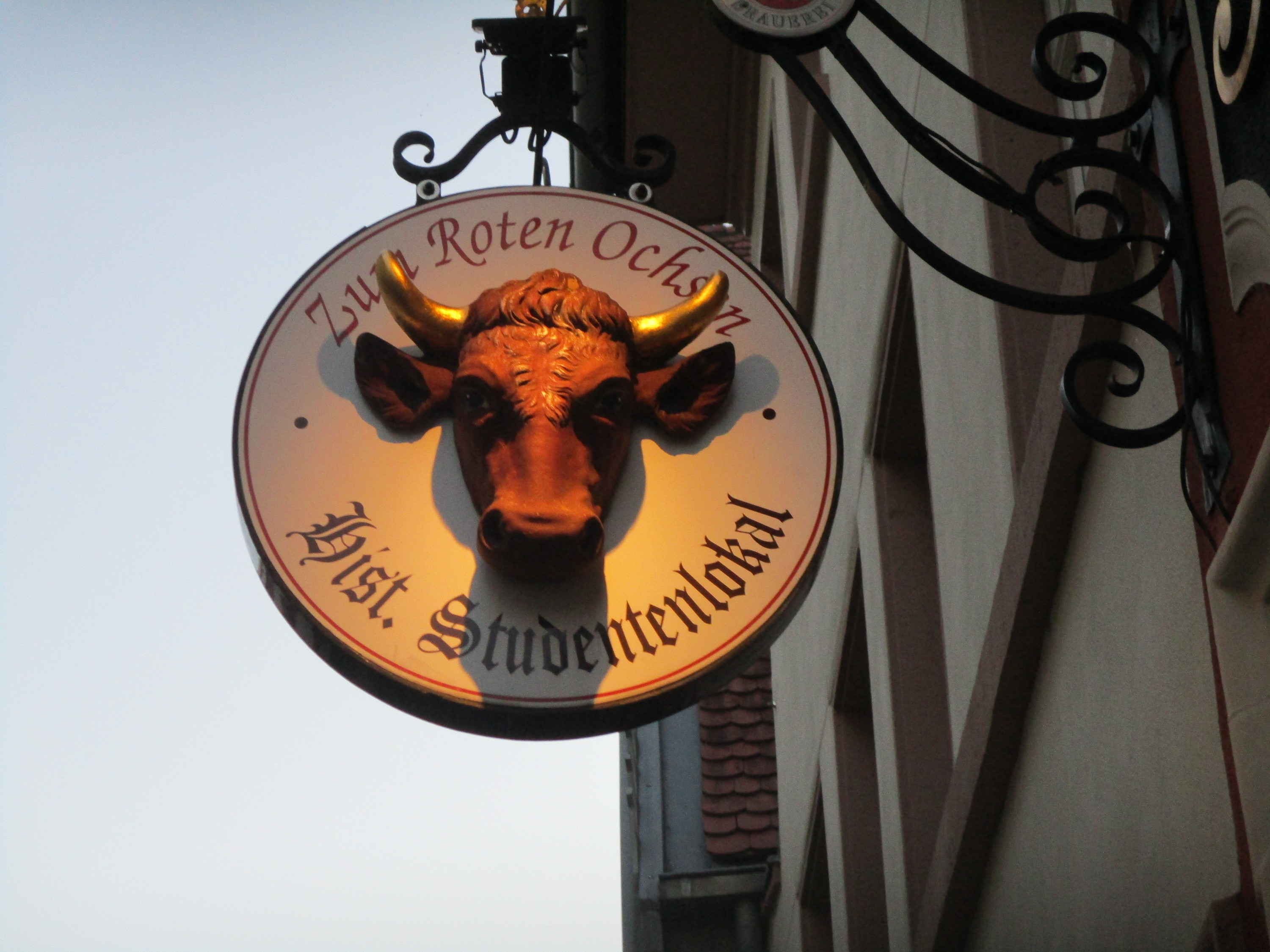
Historisches Studentenlokal „Zum Roten Ochsen“ (Hauptstraße 217)